# Graues Schloß (Stettin)
Das Graue Schloß ist ein nicht mehr existierendes Mietshaus in Stettin. Das Mietshaus stand an der Ecke des heutigen Żołnierza-Polskiego-Platzes (ehemals Königsplatz) und der Niepodległości-Allee (ehemals Paradeplatz), am nordwestlichen Rand der Stettiner Altstadt, im Stadtbezirk Śródmieście.

## Geschichte
Das Graue Schloss wurde zwischen 1904 und 1905 an der Stelle von Kasernen errichtet, die zwischen 1729 und 1903 existierten. Das Erdgeschoss beherbergte neben Einzelhandelsgeschäften auch Restaurants und Cafés.
Das Haus wurde während eines Angriffs auf Stettin durch die britische Royal Air Force am 5/6. Januar 1944 bombardiert. Aufgrund umfangreicher Schäden wurde das Gebäude noch vor Ende des Zweiten Weltkriegs abgerissen. An der Wende der 1960er und 1970er Jahren wurden anstelle des Grauen Schlosses zwei Zwillingswohnblöcke errichtet, die von den polnischen Architekten Alina Bursze, Teodor Bursze, Stanisław Płoski und Roman Szymborski entworfen wurden.

## Beschreibung
Das Mietshaus war ein vierstöckiges Eckgebäude. Die dem Żołnierza-Polskiego-Platz zugewandte Fassade hatte sechs Achsen, wobei die beiden mittleren Achsen einen Risalit bildeten. Der Risalit war mit einem dreieckigen Giebel gekrönt. An den Seiten des Risalits befanden sich Balkons. Die Ecken des Gebäudes hatten die Form von eckigen, mit Helmen bedeckten Türmen. Die Fassaden der Seitenflügel des Gebäudes waren 8-achsig. Die drei äußersten Achsen des ersten und zweiten Obergeschosses der beiden Seitenflügel befanden sich in Erkern. Das Gebäude war mit einem Mansarddach gedeckt. Der Helm, der die Ecke krönte, hatte eine Aussichtsterrasse.